# Leah Gottlieb
Leah Gottlieb (Sajószentpéter, 17 de septiembre de 1918-Tel Aviv, 17 de noviembre de 2012) fue una empresaria y diseñadora de moda de Israel, nacida en Hungría llegó a Israel tras la Segunda Guerra Mundial, fundó y dirigió la marca de moda Gottex.

## Vida personal
Su nombre de nacimiento es Leah Lenke Roth, nació en Sajószentpéter, en el condado de Borsod-Abaúj-Zemplén (Hungría); antes de la Segunda Guerra Mundial pensó estudiar química pero durante la ocupación de Alemania en territorio húngaro su esposo Armin fue trasladado a un campo de trabajo; la joven Gottlieb pasó gran tiempo trasladandose de un escondite a otro con sus hijas Miriam y Judith.

## Carrera

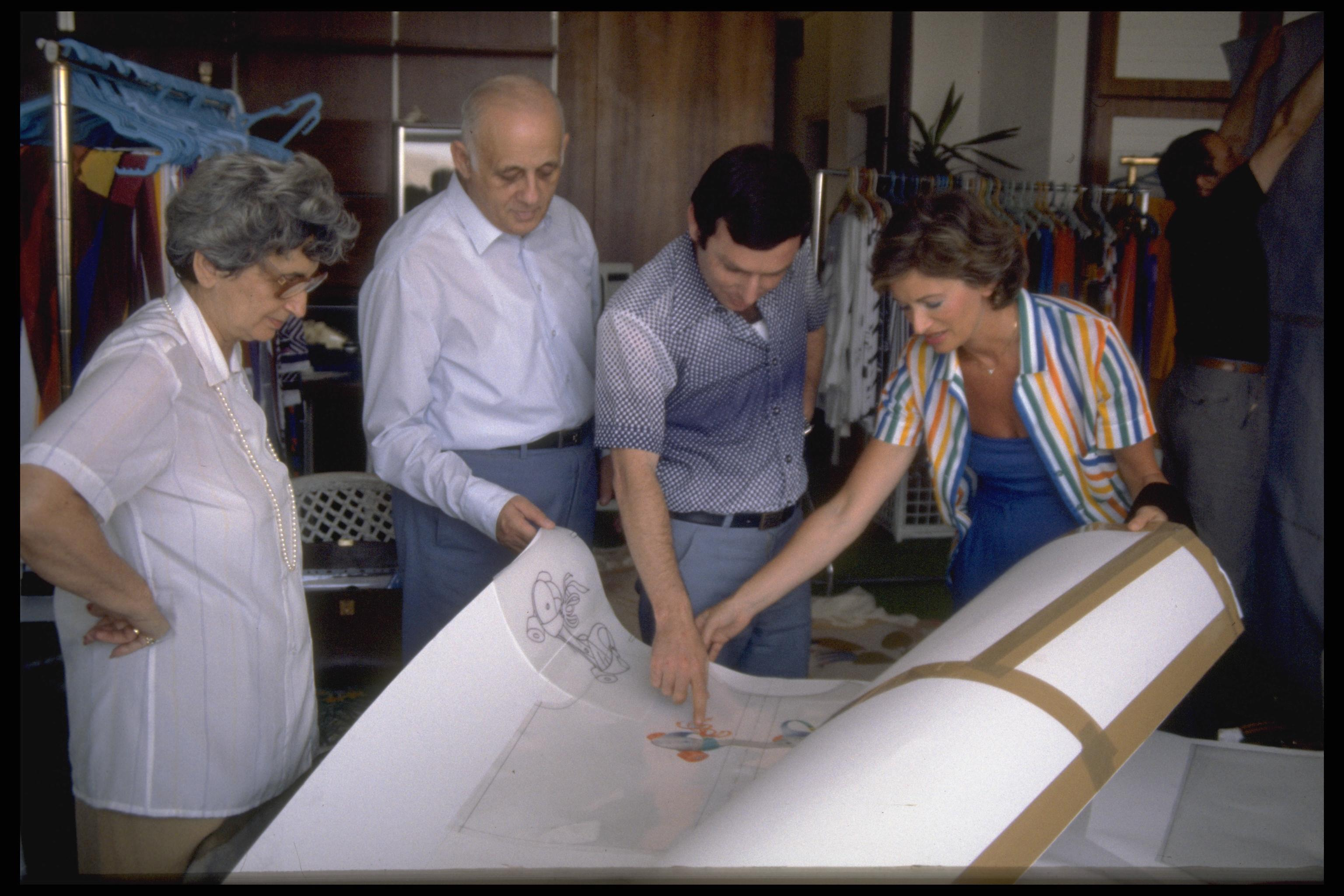
Gottlieb y el equipo de diseño de su empresa dentro de la fábrica.

Gottlieb y su familia sobrevivieron a la guerra, tras la liberación ella y su esposo abrieron una fábrica de abrigos para la lluvia, en el año 1949 se trasladaron a la ciudad de Haifa en el norte de Israel, donde llegaron "sin dinero ni nada, sin un lugar donde vivir". Con préstamos familiares y de amigos, la pareja abrió una segunda fábrica de abrigos para la lluvia cerca de Tel Aviv, pero el negocio no fue como esperaban ya que el clima siempre era soleado. Para el año 1956 cambiaron de giro y establecieron la marca Gottex, una firma dedicada a la elaboración de trajes de baño de alta calidad, con el tiempo se convirtieron en líderes de exportación enviando a alrededor de 80 países, el nombre de la compañía es la combinación del apellido Gottlieb y la palabra textiles. A la cabeza del negocio como diseñadora, la empresa creció y expandieron su catálogo incluyendo a los trajes de baño otros elementos complementarios como tops, pareos, túnicas, faldas y otros accesorios. La colección destaca por patrones dramáticos inspirados en flores y elementos de la naturaleza.
Para el año 1984 Gottlieb y su negocio tuvieron ventas de 40 millones de dólares, en 1991 la mitad de las ganancias de 60 millones de dólares fueron en los Estados Unidos, fue la empresa líder en exportaciones hacia Estados Unidos y tuvo casi dos terceras partes del mercado de los trajes de baño de Israel. Entre las celebridades que usaron la marca destacan la Princesa Diana de Gales, la Reina Sofía de España, la actriz Elizabeth Taylor y Nancy Kissinger.Lev Leviev, propietario de Africa-Israel Group concretó la compra de Gottex en 1997 y Gottlieb dejó su puesto de diseñadora y directora un año después; tras abandonar su primera empresa, a la edad de 85 fundó una nueva línea de trajes de baño, Gottlieb falleció en Tel Aviv el 17 de noviembre de 2012 a la edad de 94 años.